# Hetaerina curvicauda
Hetaerina curvicauda är en trollsländeart som beskrevs av Rosser W. Garrison 1990. Hetaerina curvicauda ingår i släktet Hetaerina och familjen jungfrusländor. IUCN kategoriserar arten globalt som livskraftig. Inga underarter finns listade i Catalogue of Life.